# Strada provinciale 230 dei Dossioli
La strada provinciale 230 dei Dossioli (SP 230) è una strada provinciale italiana della provincia autonoma di Trento. Il suo nome è dato dal fatto che tramite questa strada si possono raggiungere i Monti Dossioli, ed il suo scopo è quello di facilitare il raggiungimento delle località sciistiche e turistiche presenti sul Monte Baldo. La strada ha una lunghezza totale di 6,451 chilometri.

## Percorso

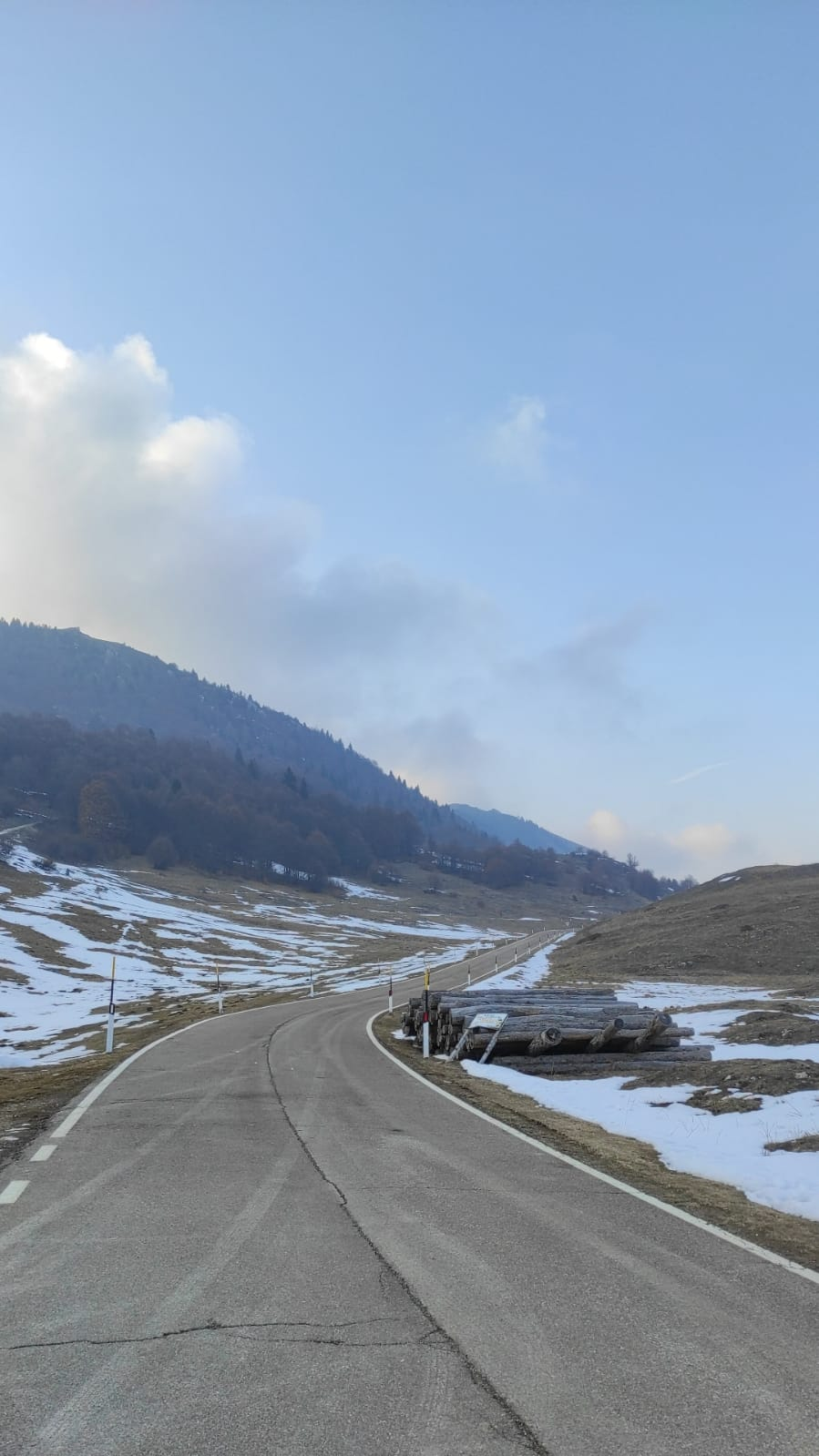
SP 230 dei Dossioli alla località Prà Alpesina

Ha inizio alla località Pra della Stua nel comune di Avio (dove vi è anche presente un lago) direttamente sulla strada provinciale 208 Avio-San Valentino al km 11,553 e si presenta fin da subito molto ripida e con la presenza di tornanti, ma con spazio sufficiente al transito senza problemi in entrambi i sensi di marcia per la maggior parte della strada.
La strada attraversa numerose malghe e l'unica località incontrata è Madonna della Neve (dove al km 4,2 è presente uno svincolo per permettere il raggiungimento di essa).
Ha fine alla località sciistica Prà Alpesina, dopo aver raggiunto l'Altopiano dei Monti Dossioli (dove vi è anche una seggiovia che permette il raggiungimento della cima del Monte Baldo) dove incrocia la SP 3 del Monte Baldo (al km 28,707 di essa). Da questo punto la strada procede in direzione sud fino al raggiungimento del confine di regione fra Trentino Alto Adige e Veneto, dove la strada avanza in provincia di Verona fino a Ferrara di Monte Baldo, Spiazzi e Caprino Veronese sotto il nome di strada provinciale 8 del Baldo, oppure in direzione nord verso la Bocca di Navene e Brentonico.

## Bus navetta

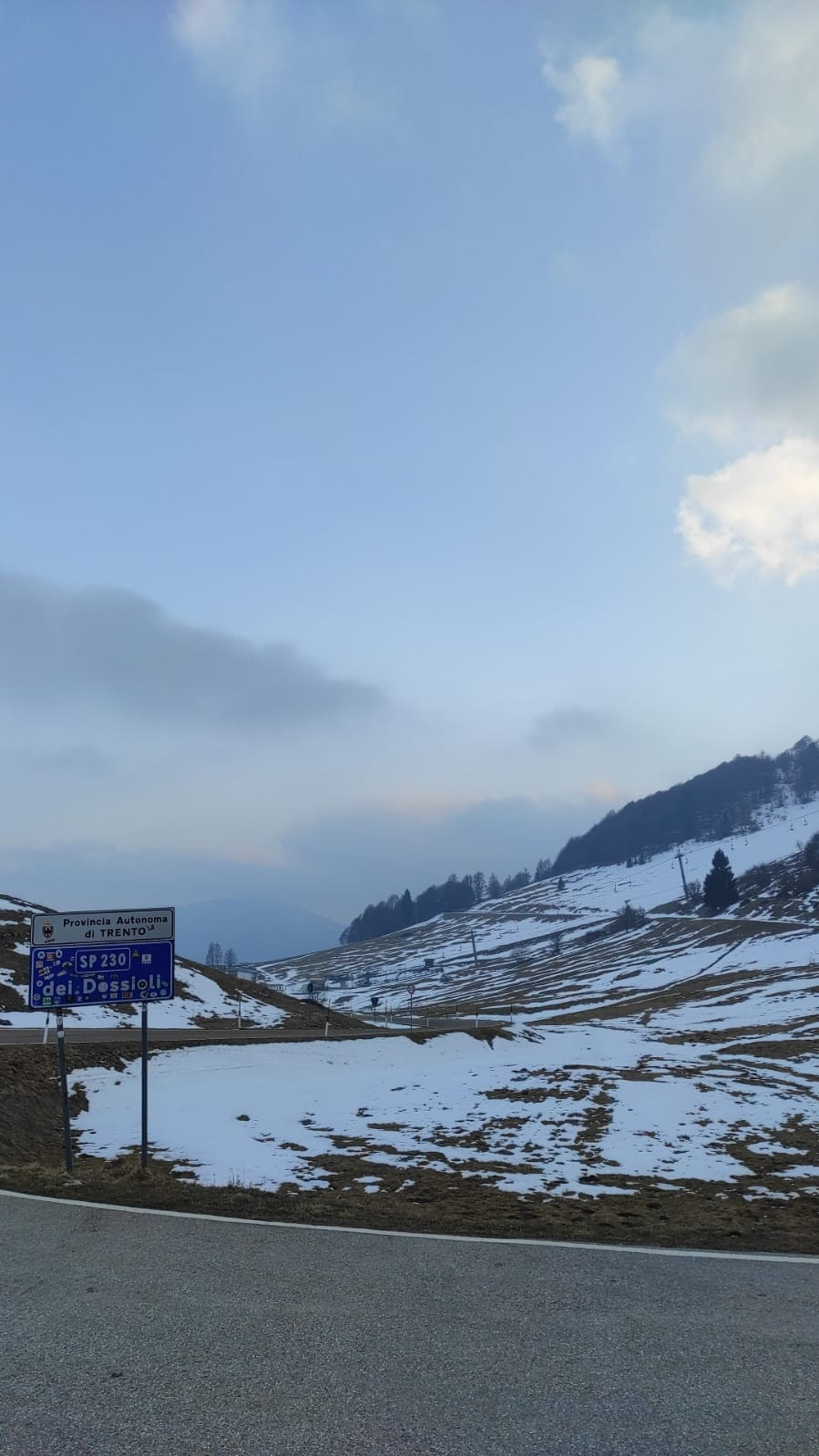
Fine SP 230 dei Dossioli al bivio con la SP 3 del Monte Baldo

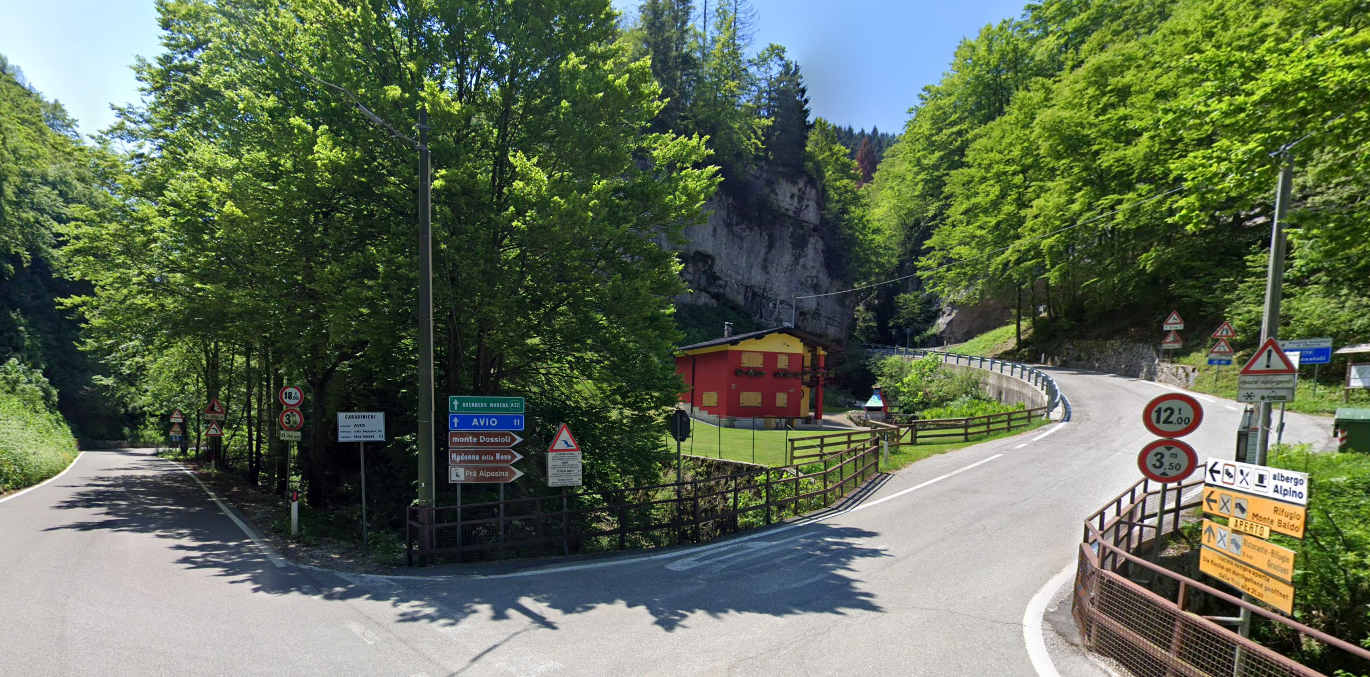
Bivio SP 208 Avio-San Valentino con SP 230 dei Dossioli in direzione Avio

L'intera strada è percorsa da un servizio Ski-Bus nella stagione invernale che conduce alle varie stazioni sciistiche poste dei pressi delle località attraversate dalla strada.

Inoltre nella stagione estiva da luglio fino a settembre la provincia di Trento e l'Azienda per il Turismo di Rovereto e Vallagarina nette a disposizione un bus navetta (chiamato Monte Baldo Express) che percorre le strade dell'Altopiano di Brentonico per diminuire il carico di traffico ed inquinamento.

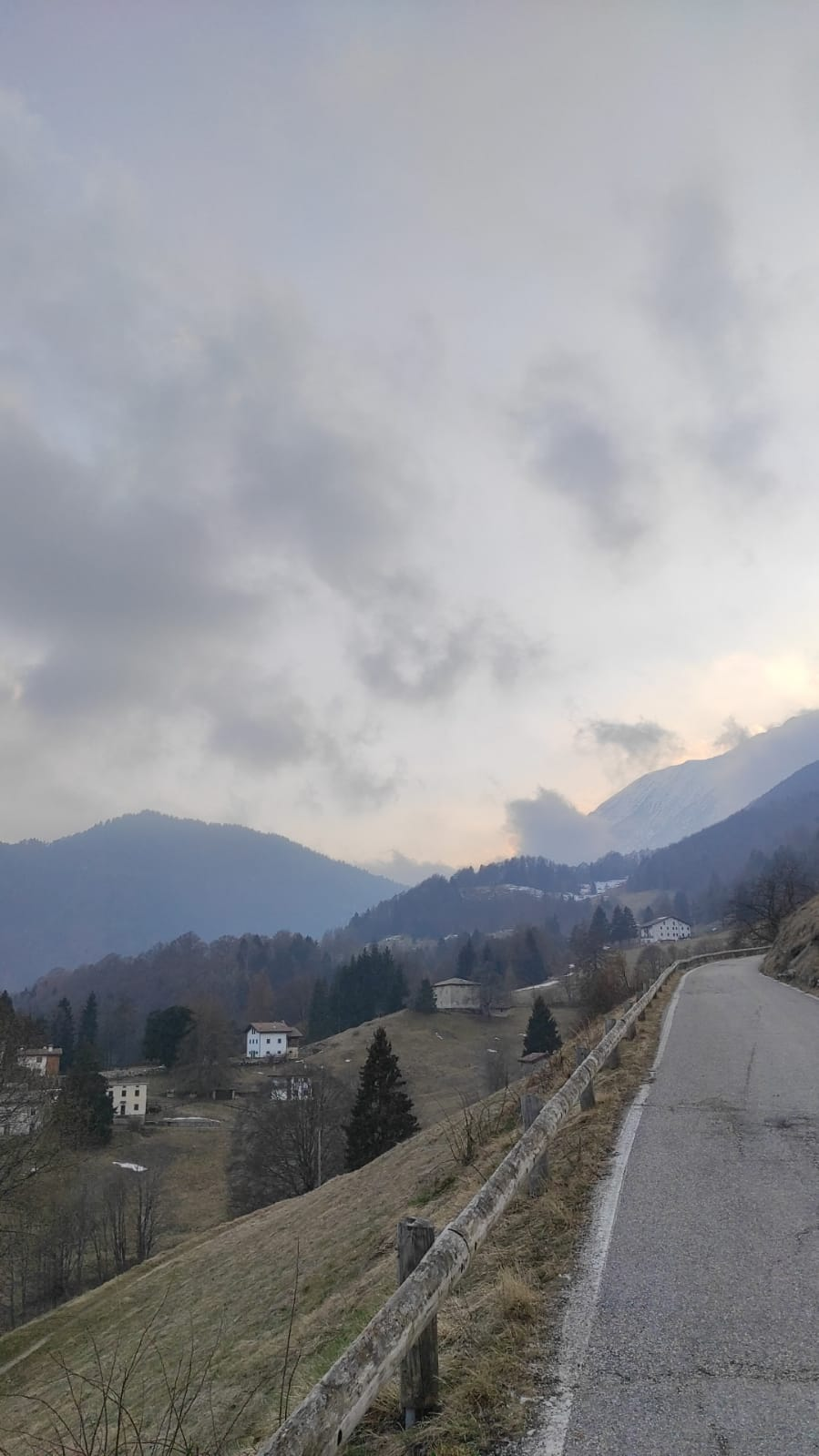
SP 230 dei Dossioli al bivio con la località Madonna della Neve (Avio)

## Pericolosità della strada
La strada è molto frequentata soprattutto da ciclisti e turisti, nonostante la sua dimensione di carreggiata che non sempre garantisce una corretta scorrevolezza nel doppio senso alternato, la sua ripidità e i suoi tornanti pericolosi. Per questo motivo su questa strada la provincia di Trento ha deciso di installare dei cartelli speciali per avvisare gli automobilisti di "rispettare il ciclista" mantenendo quindi una distanza di sicurezza ragionevole ed evitare manovre pericolose.

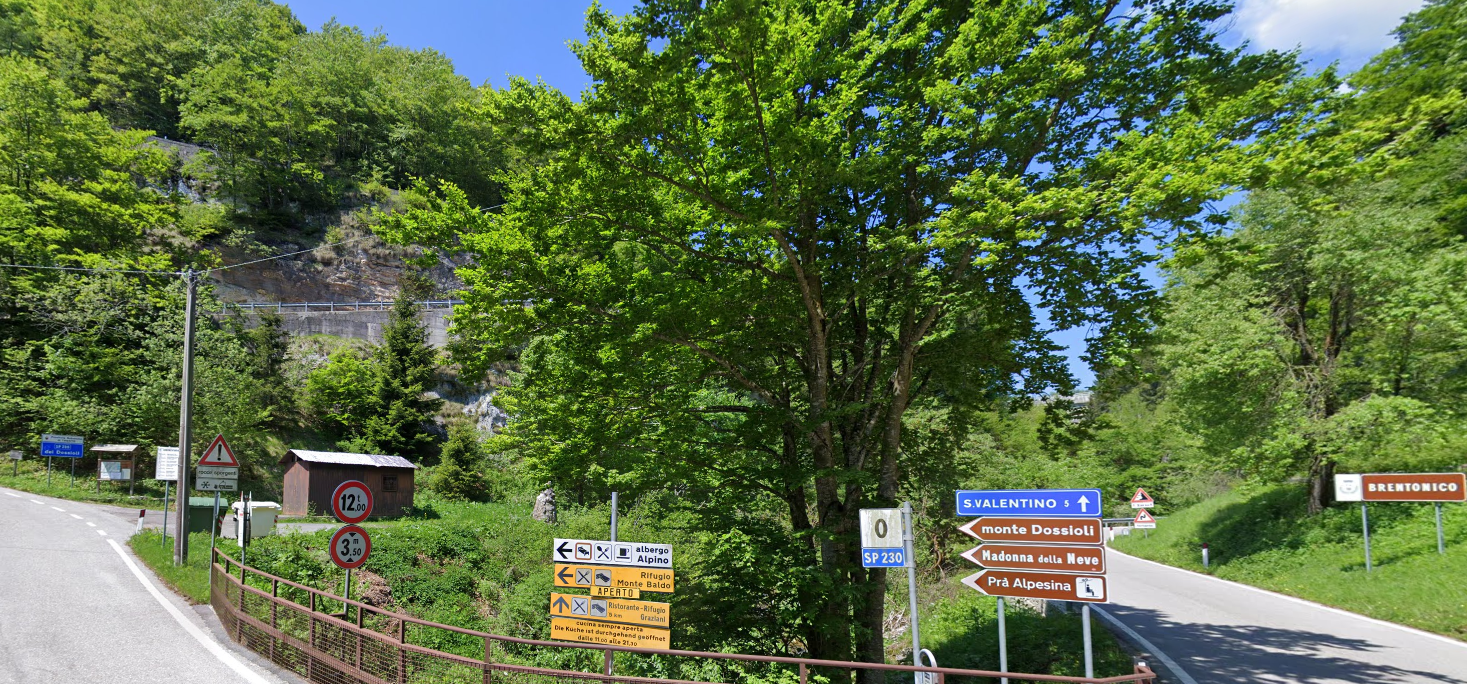
Bivio SP 208 Avio-San Valentino con SP 230 dei Dossioli in direzione San Valentino